# Tour de Constance

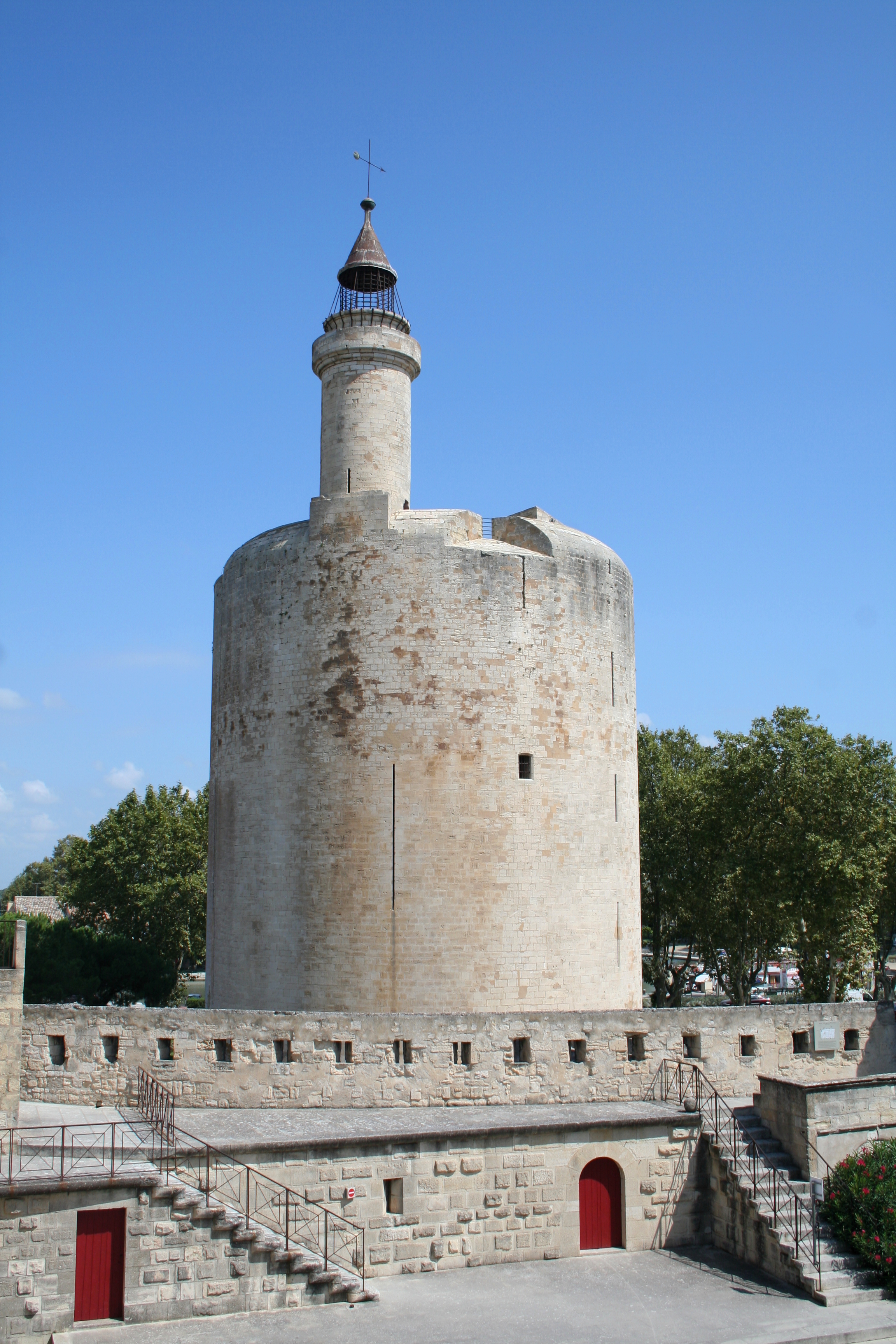
Tour de Constance

Die Tour de Constance (deutsch etwa: Turm der Beständigkeit) ist ein Wehrturm in der südfranzösischen Stadt Aigues-Mortes am Rande der Camargue.

## Geschichte und Beschreibung
Erbaut wurde der runde, zweistöckige Turm von 1242 bis 1254 unter Ludwig IX. am ehemaligen Standort der Tour Matafère, die wiederum unter Karl dem Großen um das Jahr 790 errichtet wurde. Er steht außerhalb der Stadtmauer, mit der er durch eine Brücke verbunden ist. Die Dicke seiner Grundmauern beträgt sechs Meter. Er hat einen Durchmesser von 22 Meter und ist bis zur Spitze der Laterne 33 Meter hoch.
Die Haupträume der Geschosse – im Untergeschoss ist dies der Raum der Wachen und im Obergeschoss der Rittersaal – besitzen jeweils ein Kreuzrippengewölbe. Eine runde Öffnung in der Mitte des Raumes der Wachen ermöglichte den Zugang zu den Kellerräumen, dort befanden sich Kerker und Munitionslager. Über den Rittersaal gelangt man auf die Dachterrasse, die zeitweise als Ausgangsfläche für Gefangene diente.
Über Jahrhunderte diente der Turm immer wieder als Gefängnis. Im 14. Jahrhundert wurden dort Mitglieder des Templerordens eingekerkert, ab dem 17. Jahrhundert Hugenotten und im Jahr 1815 schließlich Offiziere Napoléon Bonapartes. Abraham Mazel, einem Anführer der protestantischen Widerstandsbewegung (Kamisarden), gelang 1705 die unmöglich erschienene Flucht aus der Tour de Constance.
Bekanntester Häftling war die Hugenottin Marie Durand, die dort seit ihrem 18. Lebensjahr für 38 Jahre inhaftiert war und im Jahr 1768 freigelassen wurde. Sie soll nach der Überlieferung das heute noch lesbare Wort REGISTER auf den Rand eines im Turm befindlichen Brunnens geritzt haben. Am längsten war Anne Salièges gefangen im Turm, denn sie kam mit ihrer Mutter als halbjähriges Kind hierher und kam erst nach 71 Jahren im Jahr 1772 wieder frei und starb später in Vebron.
Seit 1903 wird der Turm als Baudenkmal in der Liste der Monuments historiques geführt.

## Literarische Adaptionen
- Gertrud von le Fort: Der Turm der Beständigkeit (1957). Diese Erzählung entstand nach ihrer Reise nach Aigues-Mortes.